# خنتي إمنتيو
خنتي إمنتيو، و أيضا خنتي إمنتي، هو إله مصري قديم كان اسمه يُستخدم أيضًا كلقب لـأوزيريس وأنوبيس. الاسم يعني "المتقدم على الغربيين" أو "رئيس الغربيين"، حيث يشار ب"الغربيين" إلى الموتى.
كان خنتي إمنتيو يصور كإله برأس ابن آوى في أبيدوس في صعيد مصر، حيث كان يحرس مدينة الموتى. ويُشهد لخنتي إمنتيو في أبيدوس في وقت مبكر، ربما حتى قبل توحيد مصر في بداية الفترة المبكرة من التاريخ المصري (حوالي 3100-2686 قبل الميلاد). يظهر الاسم على أختام الأسطوانات من مقابر الملوك دن وقاع من الأسرة الأولى، حيث يذكر كل من أسلافهم بلقب "حورس خنتي إمنتيو"، بدءًا بـ "حورس خنتي إمنتيو نعر مر". وتم تأسيس معبد يعود إلى عصور ما قبل الأسرات في أبيدوس لهذا الإله. يقترح توبي ويلكينسون أنه حتى في هذه المرحلة المبكرة، قد يكون اسم خنتي إمنتيو مجرد لقب لأوزيريس.
شهدت أدوار خنتي إمنتيو و أوزيريس وأنوبيس تغييرات كبيرة في أواخر الدولة القديمة (حوالي 2686-2181 قبل الميلاد). ففي الأصل، كان يظهر اسم أنوبيس فقط في صيغة القرابين المصرية القديمة التي كانت تُعتقد أنها تسمح للموتى بالاستفادة من القرابين التي تُقدم لهم ليتمكنوا من الاستمرار في الحياة الآخرة. في الأسرة الخامسة (حوالي 2494-2345 قبل الميلاد)، بدأت العديد من الآلهة في الظهور في الصيغة، بما في ذلك أوزيريس، الذي لا يظهر اسمه في أي نصوص قبل بداية هذه الأسرة، وخنتي إمنتيو. خلال أواخر المملكة القديمة، أصبح لقب خنتي إمنتيو مرتبطًا بشكل أكثر وضوحًا بأوزيريس.
الرمز الهيروغليفي لابن آوى الذي يظهر في اسم خنتي إمنتيو في الفترة المبكرة يُرى تقليديًا كعلامة مميزة للإشارة إلى شكل الإله، لكن تيرينس دوكوين اقترح أن هذا الشكل يمثل اسم أنوبيس وأن خنتي إمنتيو كان في الأصل لقبًا أو تجليًا لأنوبيس. إذا كان هذا هو الحال، فقد بدأ التعامل مع خنتي إمنتيو كإله مستقل فقط في الأسرة الخامسة، في نفس الوقت الذي يظهر فيه اسم أوزيريس لأول مرة. معظم النقوش من ذلك الوقت تظهر أن أوزيريس وخنتي إمنتيو كانا مرتبطين بالفعل بشكل وثيق. أكد هارولد م. هايز أن نصوص الأهرام، التي يعود أقدم نسخة معروفة منها فقط إلى نهاية الأسرة الخامسة، تطبق لقب خنتي إمنتيو على أنوبيس وليس على أوزيريس، وأن نصوص الأهرام تعكس معتقدات حقبة سابقة، عندما لم يكن خنتي إمنتيو مستقلاً تمامًا عن أنوبيس.
ابتداءً من الفترة الانتقالية الأولى (حوالي 2181-2055 قبل الميلاد)، تم تكريس معبد خنتي إمنتيو في أبيدوس صراحةً لأوزيريس وأصبح مركز عبادته الرئيسي.